# Spiraea hirsuta
Spiraea hirsuta là loài thực vật có hoa trong họ Hoa hồng. Loài này được (Hemsl.) C.K. Schneid. miêu tả khoa học đầu tiên năm 1905.